# Un paso adelante
Un paso adelante es una serie de televisión española de 84 episodios creada por Daniel Écija, Juan Carlos Cueto, Ernesto Pozuelo, Pilar Nadal y Jesús del Cerro en 2002 que fue emitida entre el 8 de enero de 2002 y en la cadena Antena 3.

## Sinopsis
Carmen Arranz (Lola Herrera), directora de la Escuela de Artes Escénicas "Carmen Arranz", da el privilegio a 20 jóvenes de formar parte de su centro. Para ello, tienen que pasar unas duras pruebas de acceso en las que solo quedarán los mejores. 
Una vez admitidos, los alumnos tienen que demostrar que sobresalen en las diversas asignaturas: música, baile clásico, baile moderno, canto e interpretación. Los profesores son importantes artistas y conocidos, algunos de ellos incluso exalumnos de la Escuela. Estos ayudarán a formarse a los alumnos no solo como artistas, sino también como personas. 
Esta escuela de alto rendimiento muestra las 24 horas de formación y día a día de los alumnos y de los profesores. El esfuerzo, dedicación, preparación y rendimiento que tienen que realizar los alumnos para conseguir su sueño les hace, a la vez, darse cuenta de cuáles son sus limitaciones y posibilidades, tanto en clase como en su vida. Aparecen amistades, romances, rivalidades y odio en un sinfín de escenas y situaciones diferentes a lo largo de las temporadas.
De la serie surgió el grupo de pop Upa Dance.

### UPA Next
Coincidiendo con el estreno en Atresplayer se publicará un recopilatorio de toda la carrera musical de UPA Dance.
En 2022 se anunció que se estaba preparando una continuación de la serie con Miguel Ángel Muñoz, Mónica Cruz y Beatriz Luengo, recuperando sus personajes de la serie original. 
También se confirmó las participaciones especiales de Natalia Millán y Lola Herrera.
Antes del estreno de la serie se lanzaron unos capítulos especiales bajo el nombre de Historias de UPA Next con los nuevos protagonistas de la franquicia.

## Apariciones
Señal:      = Principales (Protagonistas)
Señal:      = Secundarios
Señal:      = Recurrentes
Señal:       = Apariciones especiales/Cameo
| Beatriz Rico       | Diana de Miguel          | 13 | 14 | 13 | 16 | 2  | -  | - | 58 |
| Natalia Millán     | Adela Ramos              | 13 | 14 | 13 | 6  | -  | -  | 1 | 47 |
| Alfonso Lara       | Juan Taberner            | 13 | 14 | 13 | 16 | 14 | 14 | - | 84 |
| Victor Mosqueira   | Cristóbal Souto          | 13 | 14 | 13 | 16 | 2  | -  | - | 58 |
| Mónica Cruz        | Silvia Jáuregui          | 13 | 14 | 13 | 16 | 14 | 11 | 8 | 89 |
| Beatriz Luengo     | Lola Fernández           | 13 | 14 | 13 | 16 | 14 | 14 | 8 | 92 |
| Silvia Marty       | Ingrid Muñoz             | 13 | 14 | 13 | 16 | 14 | 12 | - | 82 |
| Pablo Puyol        | Pedro Salvador           | 13 | 14 | 13 | 16 | 13 | 4  | - | 73 |
| Miguel Ángel Muñoz | Roberto "Rober" Arenales | 13 | 14 | 13 | 16 | 14 | 14 | 8 | 92 |
| Asier Etxeandía    | Benito "Beni" López      | 12 | -  | -  | -  | -  | -  | - | 12 |
| Pedro Peña         | Antonio Milá             | 13 | 14 | 13 | 16 | 14 | 1  | - | 71 |
| Jaime Blanch       | Gaspar Ruiz              | 13 | 14 | 13 | -  | -  | -  | - | 40 |
| Lola Herrera       | Carmen Arranz            | 13 | 14 | 13 | 16 | 14 | 12 | 8 | 90 |
| Dafne Fernández    | Marta Ramos              | -  | 13 | 11 | 16 | 12 | 13 | - | 65 |
| Raúl Peña          | Jerónimo "Jero" Ruiz     | -  | 12 | 13 | 16 | 12 | -  | - | 53 |
| Toni Acosta        | Jacinta "JJ" Jiménez     | -  | -  | 12 | 16 | 11 | 12 | - | 51 |
| Fabián Mazzei      | Horacio Alonso           | -  | -  | -  | 16 | 14 | 10 | - | 40 |
| Esther Arroyo      | Irene Miró               | -  | -  | -  | -  | 14 | 12 | - | 26 |
| Fanny Gautier      | Alicia Jáuregui          | 2  | 4  | 10 | 15 | 12 | 10 | - | 53 |
| Juan Echanove      | Mariano Cuéllar          | -  | -  | -  | -  | 13 | 10 | - | 23 |
| Marta Ribera       | Eva Ruiz                 | -  | -  | -  | -  | 13 | 13 | - | 26 |
| Edu del Prado      | César Martín             | -  | -  | -  | -  | -  | 12 | - | 12 |
| William Miller     | Nacho Salinas            | -  | -  | -  | -  | 1  | 13 | - | 14 |
| Chiqui Fernández   | Puri Lacarino            | -  | -  | -  | 12 | 14 | 14 | - | 40 |
| Mónica Mara        | Andrea Romero            | -  | -  | -  | -  | -  | -  | 8 | 8  |
| Quique González    | Omar Reyes               | -  | -  | -  | -  | -  | -  | 8 | 8  |
| Marc Betriu        | Luca Madariaga           | -  | -  | -  | -  | -  | -  | 8 | 8  |
| Marc Soler         | Sergio Aranda            | -  | -  | -  | -  | -  | -  | 8 | 8  |
| Claudia Lachispa   | Elvira                   | -  | -  | -  | -  | -  | -  | 8 | 8  |
| Almudena Salort    | Lala                     | -  | -  | -  | -  | -  | -  | 8 | 8  |
| Lucas Velasco      | Luiso                    | -  | -  | -  | -  | -  | -  | 8 | 8  |
| Marta Guerras      | Sira                     | -  | -  | -  | -  | -  | -  | 8 | 8  |
| Karina Soro        | Tara                     | -  | -  | -  | -  | -  | -  | 8 | 8  |
| Álex Medina        | Suso                     | -  | -  | -  | -  | -  | -  | 8 | 8  |
| Nuno Gallego       | Dario                    | -  | -  | -  | -  | -  | -  | 8 | 8  |

| Erika Sanz           | Erika           | 13 | 14 | 13 | 16 | 14 | 14 | 84 |
| José Manuel Villalba | José            | 13 | 14 | 13 | 16 | 14 | 14 | 84 |
| Arantxa Valdivia     | Luisa Ruiz      | 13 | 13 | 13 | 15 | 14 | 14 | 81 |
| Patricia Arizmendi   | Sonia           | 9  | 10 | 11 | 16 | 14 | 14 | 74 |
| Paula Delgado        | Bailarina       | 13 | 14 | 13 | 16 | -  | -  | 56 |
| Sira Cuenca          | Sira            | 13 | 14 | 13 | 16 | -  | -  | 56 |
| Mario Martín         | Román Fernández | 9  | 5  | 8  | 8  | 7  | 5  | 42 |
| Junior Míguez        | Junior          | 7  | 13 | 11 | 4  | -  | -  | 35 |
| Omar Muñoz           | Jorge Fernández | 5  | 3  | 8  | 7  | 4  | 2  | 29 |
| Ricardo Amador       | Rafa Torres     | 11 | 14 | -  | -  | -  | -  | 25 |
| Rocío Calvo          | Claudia Raposo  | 13 | -  | -  | -  | -  | -  | 13 |
| Alfonso Bassave      | José            | 13 | -  | -  | -  | -  | -  | 13 |
| Satur Barrios        | Cristina        | -  | 14 | 1  | -  | -  | -  | 15 |
| Yotuel Romero        | Pável Romero    | -  | -  | 9  | 10 | 1  | -  | 20 |
| Amaranta Lominchar   | Amaranta        | -  | -  | 2  | 12 | 3  | 8  | 25 |
| Alberto Arcos        | Alberto         | -  | -  | -  | 16 | 14 | -  | 30 |
| Isaac García         | Isaac           | -  | -  | -  | -  | 13 | 14 | 27 |
| Álex González        | Ufo             | -  | -  | -  | -  | 7  | -  | 7  |

## Reparto
| Actor / Actriz         | Personaje                | Temporadas             | Temporadas             | Temporadas             | Temporadas             | Temporadas             | Temporadas             | Temporadas             |
| Actor / Actriz         | Personaje                | Un Paso Adelante       | Un Paso Adelante       | Un Paso Adelante       | Un Paso Adelante       | Un Paso Adelante       | Un Paso Adelante       | UPA Next               |
| Actor / Actriz         | Personaje                | 1                      | 2                      | 3                      | 4                      | 5                      | 6                      | 1                      |
| Personajes principales | Personajes principales   | Personajes principales | Personajes principales | Personajes principales | Personajes principales | Personajes principales | Personajes principales | Personajes principales |
| ---------------------- | ------------------------ | ---------------------- | ---------------------- | ---------------------- | ---------------------- | ---------------------- | ---------------------- | ---------------------- |
| Beatriz Rico           | Diana de Miguel          | Principal              | Principal              | Principal              | Principal              | Principal              |                        |                        |
| Natalia Millán         | Adela Ramos              | Principal              | Principal              | Principal              | Principal              |                        |                        | Invitada               |
| Alfonso Lara           | Juan Taberner            | Principal              | Principal              | Principal              | Principal              | Principal              | Principal              |                        |
| Víctor Mosqueira       | Cristóbal Souto          | Principal              | Principal              | Principal              | Principal              | Principal              |                        |                        |
| Mónica Cruz            | Silvia Jáuregui          | Principal              | Principal              | Principal              | Principal              | Principal              | Principal              | Principal              |
| Beatriz Luengo         | Lola Fernández           | Principal              | Principal              | Principal              | Principal              | Principal              | Principal              | Principal              |
| Silvia Marty           | Ingrid Muñoz             | Principal              | Principal              | Principal              | Principal              | Principal              | Principal              |                        |
| Pablo Puyol            | Pedro Salvador           | Principal              | Principal              | Principal              | Principal              | Principal              | Secundario             |                        |
| Miguel Ángel Muñoz     | Roberto "Rober" Arenales | Principal              | Principal              | Principal              | Principal              | Principal              | Principal              | Principal              |
| Asier Etxeandía        | Benito "Beni" López      | Principal              |                        |                        |                        |                        |                        |                        |
| Pedro Peña             | Antonio Milá             | Principal              | Principal              | Principal              | Principal              | Principal              | Secundario             |                        |
| Jaime Blanch           | Gaspar Ruiz              | Principal              | Principal              | Principal              |                        |                        |                        |                        |
| Lola Herrera           | Carmen Arranz            | Principal              | Principal              | Principal              | Principal              | Principal              | Principal              | Invitada               |
| Dafne Fernández        | Marta Ramos              |                        | Principal              | Principal              | Principal              | Principal              | Principal              |                        |
| Raúl Peña              | Jerónimo "Jero" Ruiz     |                        | Principal              | Principal              | Principal              | Principal              |                        |                        |
| Toni Acosta            | Jacinta "JJ" Jiménez     |                        |                        | Principal              | Principal              | Principal              | Principal              |                        |
| Fabián Mazzei          | Horacio Alonso           |                        |                        |                        | Principal              | Principal              | Principal              |                        |
| Esther Arroyo          | Irene Miró               |                        |                        |                        |                        | Principal              | Principal              |                        |
| Fanny Gautier          | Alicia Jáuregui          | Invitada               | Recurrente             | Secundaria             | Secundaria             | Principal              | Principal              |                        |
| Juan Echanove          | Mariano Cuéllar          |                        |                        |                        |                        | Principal              | Principal              |                        |
| Marta Ribera           | Eva Ruiz                 |                        |                        |                        |                        | Secundaria             | Principal              |                        |
| Edu del Prado          | César Martín             |                        |                        |                        |                        |                        | Principal              |                        |
| William Miller         | Nacho Salinas            |                        |                        |                        |                        | Invitado               | Principal              |                        |
| Chiqui Fernández       | Puri Lacarino            |                        |                        |                        | Secundaria             | Secundaria             | Principal              |                        |
| Mónica Mara            | Andrea Romero            |                        |                        |                        |                        |                        |                        | Principal              |
| Quique González        | Omar Reyes               |                        |                        |                        |                        |                        |                        | Principal              |
| Marc Betriu            | Luca Madariaga           |                        |                        |                        |                        |                        |                        | Principal              |
| Marc Soler             | Sergio Aranda            |                        |                        |                        |                        |                        |                        | Principal              |
| Claudia Lachispa       | Elvira                   |                        |                        |                        |                        |                        |                        | Principal              |
| Almudena Salort        | Lala                     |                        |                        |                        |                        |                        |                        | Principal              |
| Lucas Velasco          | Luiso                    |                        |                        |                        |                        |                        |                        | Principal              |
| Marta Guerras          | Sira                     |                        |                        |                        |                        |                        |                        | Principal              |
| Karina Soro            | Tara                     |                        |                        |                        |                        |                        |                        | Principal              |
| Alex Medina            | Suso                     |                        |                        |                        |                        |                        |                        | Principal              |
| Nuno Gallego           | Darío                    |                        |                        |                        |                        |                        |                        | Principal              |
| Personajes secundarios |                          |                        |                        |                        |                        |                        |                        |                        |
| Rocío Calvo            | Claudia Raposo           | Secundaria             |                        |                        |                        |                        |                        |                        |
| Mario Martín           | Román Fernández          | Secundario             | Secundario             | Secundario             | Secundario             | Secundario             | Secundario             |                        |
| Simón Andreu           | Luis Salvador            | Secundario             |                        |                        | Secundario             |                        |                        |                        |
| María Jesús Hoyos      | Antonia                  | Secundaria             |                        |                        | Secundaria             |                        |                        |                        |
| Satur Barrios          | Cristina                 |                        | Secundaria             | Secundaria             |                        |                        |                        |                        |
| Arantxa Valdivia       | Luisa Ruiz               | Recurrente             | Secundaria             | Secundaria             | Secundaria             | Secundaria             | Secundaria             |                        |
| José Ángel Egido       | Víctor Arenales          |                        | Colaboración especial  |                        | Secundario             | Secundario             |                        |                        |
| Yotuel Romero          | Pável Rodríguez          |                        |                        | Recurrente             | Secundario             | Secundario             |                        |                        |
| Arturo Valls           | Jordi Rivas              |                        |                        |                        | Secundario             |                        |                        |                        |
| Omar Muñoz             | Jorge Fernández          | Recurrente             | Recurrente             | Recurrente             | Secundario             | Secundario             | Secundario             |                        |
| Erika Sanz             | Erika Sanz               | Recurrente             | Recurrente             | Recurrente             | Recurrente             | Secundaria             | Secundaria             |                        |
| Israel Rodríguez       | Friki                    |                        |                        |                        |                        | Secundario             |                        |                        |
| Álex González          | Ufo                      |                        |                        |                        |                        | Secundario             |                        |                        |
| Alicia Senovilla       | Presentadora             |                        |                        |                        |                        | Secundaria             |                        |                        |
| Elisabeth Jordán       | Tania                    |                        |                        |                        |                        |                        | Secundaria             |                        |
| Cristóbal Suárez       | Arturo Romero            |                        |                        |                        |                        |                        |                        | Secundario             |

Notas
1. ↑  Beatriz Rico es acreditada como principal hasta el segundo episodio de la quinta temporada.
2. ↑  Natalia Millán es acreditada como principal hasta el quinto episodio de la cuarta temporada.
3. ↑  Víctor Mosqueira es acreditado como principal hasta el segundo episodio de la quinta temporada.
4. ↑  Toni Acosta es acreditada como principal a partir del segundo episodio de la tercera temporada.

## Capítulos
Lista de episodios de la serie de Un paso adelante:
| Temporada | Temporada | Episodios | Estreno                  | Final                   | Audiencia media | Audiencia media | Audiencia media |
| Temporada | Temporada | Episodios | Estreno                  | Final                   | Espectadores    | Share           |                 |
| --------- | --------- | --------- | ------------------------ | ----------------------- | --------------- | --------------- | --------------- |
|           | 1         | 13        | 8 de enero de 2002       | 16 de abril de 2002     | 3.631.000       | 21,9%           |                 |
|           | 2         | 14        | 18 de septiembre de 2002 | 17 de diciembre de 2002 | 3.352.143       | 20,3%           |                 |
|           | 3         | 13        | 14 de enero de 2003      | 8 de abril de 2003      | 4.001.308       | 23,6%           |                 |
|           | 4         | 16        | 3 de septiembre de 2003  | 17 de diciembre de 2003 | 3.728.167       | 22,4%           |                 |
|           | 5         | 14        | 13 de abril de 2004      | 13 de julio de 2004     | 3.830.643       | 22,8%           |                 |
|           | 6         | 14        | 6 de enero de 2005       | 24 de abril de 2005     | 3.088.929       | 17,3%           |                 |
|           | 7         | 8         | 2023                     |                         |                 |                 |                 |
| Total     | Total     | 92        | 8 de enero de 2002       |                         |                 |                 |                 |

## Temporada 1: 2002
| Serie # | Temporada # | Título                      | Fecha de emisión      | Audiencia         |
| ------- | ----------- | --------------------------- | --------------------- | ----------------- |
| 1       | 1           | «Arriba el telón»           | 8 de enero de 2002    | 3 728 000 (22,9%) |
| 2       | 2           | «Desnudos»                  | 15 de enero de 2002   | 3 726 000 (22,6%) |
| 3       | 3           | «Los comienzos son duros»   | 22 de enero de 2002   | 3 322 000 (20,1%) |
| 4       | 4           | «Detrás del telón»          | 29 de enero de 2002   | 3 445 000 (20,8%) |
| 5       | 5           | «Cuestión de confianza»     | 5 de febrero de 2002  | 3 462 000 (20,9%) |
| 6       | 6           | «No lo va a entender»       | 19 de febrero de 2002 | 2 980 000 (17,4%) |
| 7       | 7           | «Quiero bailar»             | 26 de febrero de 2002 | 3 133 000 (18,7%) |
| 8       | 8           | «No tires la toalla»        | 5 de marzo de 2002    | 4 056 000 (25,4%) |
| 9       | 9           | «Volver al armario»         | 19 de marzo de 2002   | 3 640 000 (22,2%) |
| 10      | 10          | «La caja de música»         | 26 de marzo de 2002   | 3 472 000 (21,1%) |
| 11      | 11          | «Todo por nada»             | 2 de abril de 2002    | 3 827 000 (23,6%) |
| 12      | 12          | «Camino a Lastres»          | 9 de abril de 2002    | 3 703 000 (22,2%) |
| 13      | 13          | «¿Qué haces en vacaciones?» | 16 de abril de 2002   | 4 300 000 (26,8%) |

## Temporada 2: 2002
| Serie # | Temporada # | Título                        | Fecha de emisión         | Audiencias        |
| ------- | ----------- | ----------------------------- | ------------------------ | ----------------- |
| 14      | 1           | «Bajo presión»                | 18 de septiembre de 2002 | 3 224 000 (19,6%) |
| 15      | 2           | «Cásate conmigo»              | 25 de septiembre de 2002 | 3 192 000 (19,4%) |
| 16      | 3           | «¿Dónde está el anillo?»      | 1 de octubre de 2002     | 3 127 000 (19,4%) |
| 17      | 4           | «A escena»                    | 8 de octubre de 2002     | 2 861 000 (18,1%) |
| 18      | 5           | «Bésame mucho»                | 15 de octubre de 2002    | 3 318 000 (20,2%) |
| 19      | 6           | «Montar el número»            | 22 de octubre de 2002    | 3 104 000 (17,9%) |
| 20      | 7           | «El último tango»             | 29 de octubre de 2002    | 3 249 000 (19,8%) |
| 21      | 8           | «No quiero bailar»            | 5 de noviembre de 2002   | 3 170 000 (19,4%) |
| 22      | 9           | «Asaltar los escenarios»      | 12 de noviembre de 2002  | 2 998 000 (17,9%) |
| 23      | 10          | «Mira que está lejos Caracas» | 19 de noviembre de 2002  | 3 521 000 (20,4%) |
| 24      | 11          | «Dile que la quieres»         | 26 de noviembre de 2002  | 3 700 000 (21,9%) |
| 25      | 12          | «Vestidas para matar»         | 3 de diciembre de 2002   | 3 562 000 (20,9%) |
| 26      | 13          | «Atrapada por su pasado»      | 10 de diciembre de 2002  | 4 461 000 (26,8%) |
| 27      | 14          | «La postal de Navidad»        | 17 de diciembre de 2002  | 4 439 000 (25,3%) |

## Temporada 3: 2003
| Serie # | Temporada # | Título                      | Fecha de emisión      | Audiencia         |
| ------- | ----------- | --------------------------- | --------------------- | ----------------- |
| 28      | 1           | «Quiero ser mamá»           | 14 de enero de 2003   | 3 363 000 (20,0%) |
| 29      | 2           | «Sin salida»                | 21 de enero de 2003   | 3 646 000 (21,1%) |
| 30      | 3           | «Romeo y Julieta»           | 28 de enero de 2003   | 3 826 000 (21,8%) |
| 31      | 4           | «Obsesión»                  | 4 de febrero de 2003  | 4 020 000 (23,9%) |
| 32      | 5           | «Huida hacia delante»       | 11 de febrero de 2003 | 4 184 000 (24,5%) |
| 33      | 6           | «Quiero conocerte»          | 18 de febrero de 2003 | 3 628 000 (20,4%) |
| 34      | 7           | «Voy a ser abuela»          | 25 de febrero de 2003 | 3 849 000 (21,0%) |
| 35      | 8           | «Al galope»                 | 4 de marzo de 2003    | 4 108 000 (24,6%) |
| 36      | 9           | «Confía en mi»              | 11 de marzo de 2003   | 3 859 000 (24,0%) |
| 37      | 10          | «Encima de mi mesa, mañana» | 18 de marzo de 2003   | 4 740 000 (28,7%) |
| 38      | 11          | «La gran ilusión»           | 25 de marzo de 2003   | 4 495 000 (26,1%) |
| 39      | 12          | «Presunto culpable»         | 1 de abril de 2003    | 3 930 000 (23,5%) |
| 40      | 13          | «Love Parade»               | 8 de abril de 2003    | 4 541 000 (28,1%) |

## Temporada 4: 2003
| Serie # | Temporada # | Título                          | Fecha de emisión         | Audiencia         |
| ------- | ----------- | ------------------------------- | ------------------------ | ----------------- |
| 41      | 1           | «El regreso»                    | 4 de septiembre de 2003  | 2 956 000 (21,0%) |
| 42      | 2           | «Armas de mujer»                | 11 de septiembre de 2003 | 2 820 000 (18,9%) |
| 43      | 3           | «Algo que contar»               | 18 de septiembre de 2003 | 3 676 000 (23,5%) |
| 44      | 4           | «Tango para tres»               | 25 de septiembre de 2003 | 3 971 000 (24,5%) |
| 45      | 5           | «¿Qué está pasando?»            | 2 de octubre de 2003     | 3 895 000 (25,0%) |
| 46      | 6           | «La lata»                       | 9 de octubre de 2003     | 3 867 000 (22,9%) |
| 47      | 7           | «Disculpe que no le dé la mano» | 16 de octubre de 2003    | 4 134 000 (23,5%) |
| 48      | 8           | «El hombre invisible»           | 23 de octubre de 2003    | 4 226 000 (25,8%) |
| 49      | 9           | «Soy o no soy»                  | 30 de octubre de 2003    | 3 929 000 (22,4%) |
| 50      | 10          | «La mala vibra»                 | 6 de noviembre de 2003   | 4 211 000 (24,1%) |
| 51      | 11          | «Un beso sin más»               | 13 de noviembre de 2003  | 4 138 000 (23,9%) |
| 52      | 12          | «Salta»                         | 20 de noviembre de 2003  | 4 013 000 (22,4%) |
| 53      | 13          | «Un poquito muerta»             | 27 de noviembre de 2003  | 3 762 000 (21,3%) |
| 54      | 14          | «Cosas que importan»            | 4 de diciembre de 2003   | 4 061 000 (20,9%) |
| 55      | 15          | «¿Y la novia quién es?»         | 11 de diciembre de 2003  | 3 937 000 (22,3%) |
| 56      | 16          | «Dar la cara»                   | 17 de diciembre de 2003  | 3 529 000 (19,7%) |

## Temporada 5: 2004
| Serie # | Temporada # | Título                              | Fecha de emisión    | Audiencia         |
| ------- | ----------- | ----------------------------------- | ------------------- | ----------------- |
| 57      | 1           | «Mi gran boda gallega»              | 13 de abril de 2004 | 4 720 000 (27,7%) |
| 58      | 2           | «La vajilla Real»                   | 20 de abril de 2004 | 4 353 000 (23,4%) |
| 59      | 3           | «La era no es lo que era»           | 27 de abril de 2004 | 4 436 000 (24,7%) |
| 60      | 4           | «Gente de fiar»                     | 4 de mayo de 2004   | 4 134 000 (23,0%) |
| 61      | 5           | «Juego de damas»                    | 11 de mayo de 2004  | 4 211 000 (23,0%) |
| 62      | 6           | «La casa del terror»                | 18 de mayo de 2004  | 4 087 000 (23,0%) |
| 63      | 7           | «El Salvador»                       | 25 de mayo de 2004  | 4 082 000 (22,7%) |
| 64      | 8           | «Bodas, mentiras y cintas de vídeo» | 1 de junio de 2004  | 3 848 000 (22,7%) |
| 65      | 9           | «La subasta»                        | 8 de junio de 2004  | 3 722 000 (22,8%) |
| 66      | 10          | «Esplendor en la hierba»            | 15 de junio de 2004 | 4 263 000 (25,6%) |
| 67      | 11          | «Quítatelo todo»                    | 22 de junio de 2004 | 4 112 000 (25,8%) |
| 68      | 12          | «El paso pa'lante»                  | 29 de junio de 2004 | 3 046 000 (21,1%) |
| 69      | 13          | «La más larga»                      | 6 de julio de 2004  | 3 328 000 (22,4%) |
| 70      | 14          | «Campanas y tambores»               | 13 de julio de 2004 | 3 224 000 (22,7%) |

## Temporada 6: 2005
| Serie # | Temporada # | Título                                      | Fecha de emisión      | Audiencia         |
| ------- | ----------- | ------------------------------------------- | --------------------- | ----------------- |
| 71      | 1           | «Un hombre en casa»                         | 6 de enero de 2005    | 3 018 000 (17,9%) |
| 72      | 2           | «El concurso»                               | 13 de enero de 2005   | 3 239 000 (17,4%) |
| 73      | 3           | «Nos estamos ganando el cielo»              | 20 de enero de 2005   | 2 783 000 (15,3%) |
| 74      | 4           | «¿Por qué me gustan las películas de amor?» | 30 de enero de 2005   | 3 587 000 (18,5%) |
| 75      | 5           | «Cambiarse de acera»                        | 6 de febrero de 2005  | 3 740 000 (20,6%) |
| 76      | 6           | «El telegrama»                              | 13 de febrero de 2005 | 3 051 000 (16,5%) |
| 77      | 7           | «Lío en Las Vegas»                          | 20 de febrero de 2005 | 3 594 000 (20,0%) |
| 78      | 8           | «El examen»                                 | 27 de febrero de 2005 | 2 804 000 (15,2%) |
| 79      | 9           | «El cubo, la caravana y el remolque»        | 6 de marzo de 2005    | 3 294 000 (18,0%) |
| 80      | 10          | «Aún nos queda la tele»                     | 13 de marzo de 2005   | 3 419 000 (19,5%) |
| 81      | 11          | «Cochino jabalí»                            | 20 de marzo de 2005   | 2 812 000 (17,5%) |
| 82      | 12          | «Que viene el loco»                         | 10 de abril de 2005   | 2 744 000 (15,4%) |
| 83      | 13          | «La letra pequeña»                          | 17 de abril de 2005   | 2 631 000 (15,1%) |
| 84      | 14          | «Hombre al agua»                            | 24 de abril de 2005   | 2 908 000 (16,9%) |

## Emisión en otros países
Europa
- En Francia se emitió con el título de Un, dos, tres durante 2004 en la cadena M6, y en 2005 en la cadena Téva.
- En Alemania se emite en la cadena Vox con el nombre de Dance - der Traum vom Ruhm.
- En Montenegro, en la cadena RTCG2 con el nombre de  Korak Naprijed.
- En Serbia, en la cadena B92 con el nombre de Korak Napred.
- En Italia la emite la cadena Italia 1 con el nombre de Paso Adelante y la cadena SKY Vivo.
- En otros países de Europa: Portugal, Grecia, Eslovaquia, Hungría, Bulgaria y Bélgica.

América
- De 2004 a 2010 se emitió en todos los países de Hispanoamérica.
  - En Perú, desde 2005 hasta la actualidad, repitiendo los episodios en el canal de Cable Antena 3 Internacional.
  - En Chile, en 2004 por la cadena Chilevisión.
  - En Venezuela, en capítulos de una hora a través del canal TVes.
  - En Uruguay, por Teledoce
  - En Cuba, desde 2004 en la cadena Tele Rebelde.
  - En México, en 2009.

Otros continentes
- Desde otoño de 2009 se emitió a través del canal Alsumaria TV en Irak.
- De 2015 a 2017 se emite también en Turquía y Senegal.

Plataformas digitales
- En 2020 se transmitió en Amazon prime la primera temporada.
- El 1 de octubre de 2021 se estrenaron en Netflix todas las temporadas.